# Llista d'asteroides/217501-217600
| Nom      | Designació provisional | Data de descobriment   | Lloc de descobriment | Descobridor/s           |
| -------- | ---------------------- | ---------------------- | -------------------- | ----------------------- |
| 217501 - | 2006 SU351             | 30 de setembre de 2006 | Catalina             | CSS                     |
| 217502 - | 2005 EE153             | 19 de setembre de 2006 | Kitt Peak            | Spacewatch              |
| 217503 - | 1996 JY10              | 19 de setembre de 2006 | Kitt Peak            | Spacewatch              |
| 217504 - | 2006 TK4               | 2 d'octubre de 2006    | Mount Lemmon         | Mt. Lemmon Survey       |
| 217505 - | 2006 TQ11              | 3 d'octubre de 2006    | Socorro              | LINEAR                  |
| 217506 - | 2006 TM55              | 12 d'octubre de 2006   | Palomar              | NEAT                    |
| 217507 - | 2001 UJ128             | 10 d'octubre de 2006   | Palomar              | NEAT                    |
| 217508 - | 2006 TE103             | 15 d'octubre de 2006   | Kitt Peak            | Spacewatch              |
| 217509 - | 2006 TG109             | 3 d'octubre de 2006    | Mount Lemmon         | Mt. Lemmon Survey       |
| 217510 - | 1998 SW119             | 1 d'octubre de 2006    | Apache Point         | A. C. Becker            |
| 217511 - | 2005 JB2               | 16 d'octubre de 2006   | Goodricke-Pigott     | R. A. Tucker            |
| 217512 - | 2006 UU4               | 16 d'octubre de 2006   | Kitt Peak            | Spacewatch              |
| 217513 - | 2006 UC78              | 17 d'octubre de 2006   | Kitt Peak            | Spacewatch              |
| 217514 - | 2006 UQ99              | 18 d'octubre de 2006   | Kitt Peak            | Spacewatch              |
| 217515 - | 2006 UR99              | 18 d'octubre de 2006   | Kitt Peak            | Spacewatch              |
| 217516 - | 2006 UR140             | 19 d'octubre de 2006   | Kitt Peak            | Spacewatch              |
| 217517 - | 2005 EC258             | 19 d'octubre de 2006   | Kitt Peak            | Spacewatch              |
| 217518 - | 2006 UL187             | 19 d'octubre de 2006   | Catalina             | CSS                     |
| 217519 - | 2006 UB191             | 19 d'octubre de 2006   | Catalina             | CSS                     |
| 217520 - | 2006 UC191             | 19 d'octubre de 2006   | Catalina             | CSS                     |
| 217521 - | 1981 GW1               | 19 d'octubre de 2006   | Catalina             | CSS                     |
| 217522 - | 2006 UN328             | 18 d'octubre de 2006   | Kitt Peak            | Spacewatch              |
| 217523 - | 2006 VV50              | 10 de novembre de 2006 | Kitt Peak            | Spacewatch              |
| 217524 - | 1998 SV171             | 11 de novembre de 2006 | Kitt Peak            | Spacewatch              |
| 217525 - | 1994 AT8               | 9 de novembre de 2006  | Palomar              | NEAT                    |
| 217526 - | 2006 VB169             | 1 de novembre de 2006  | Mount Lemmon         | Mt. Lemmon Survey       |
| 217527 - | 1996 HV2               | 17 de novembre de 2006 | Mount Lemmon         | Mt. Lemmon Survey       |
| 217528 - | 2002 PK19              | 17 de novembre de 2006 | Mount Lemmon         | Mt. Lemmon Survey       |
| 217529 - | 1999 TR269             | 22 de novembre de 2006 | Catalina             | CSS                     |
| 217530 - | 2000 BT39              | 24 de novembre de 2006 | Kitt Peak            | Spacewatch              |
| 217531 - | 2003 AP46              | 25 de novembre de 2006 | Kitt Peak            | Spacewatch              |
| 217532 - | 2006 WU201             | 23 de novembre de 2006 | Mount Lemmon         | Mt. Lemmon Survey       |
| 217533 - | 2004 FH41              | 15 de desembre de 2006 | Socorro              | LINEAR                  |
| 217534 - | 2002 YJ18              | 21 de desembre de 2006 | Kitt Peak            | Spacewatch              |
| 217535 - | 2004 HO14              | 22 de desembre de 2006 | Socorro              | LINEAR                  |
| 217536 - | 2006 YB48              | 24 de desembre de 2006 | Mount Lemmon         | Mt. Lemmon Survey       |
| 217537 - | 2006 YU48              | 25 de desembre de 2006 | Catalina             | CSS                     |
| 217538 - | 2006 YB49              | 24 de desembre de 2006 | Kitt Peak            | Spacewatch              |
| 217539 - | 2007 AS13              | 9 de gener de 2007     | Mount Lemmon         | Mt. Lemmon Survey       |
| 217540 - | 2007 BS3               | 16 de gener de 2007    | Socorro              | LINEAR                  |
| 217541 - | 2007 BZ20              | 18 de gener de 2007    | Palomar              | NEAT                    |
| 217542 - | 2004 JX31              | 21 de gener de 2007    | Socorro              | LINEAR                  |
| 217543 - | 2007 CC29              | 6 de febrer de 2007    | Mount Lemmon         | Mt. Lemmon Survey       |
| 217544 - | 2007 CY38              | 6 de febrer de 2007    | Mount Lemmon         | Mt. Lemmon Survey       |
| 217545 - | 2002 ED139             | 17 de febrer de 2007   | Mount Lemmon         | Mt. Lemmon Survey       |
| 217546 - | 1998 RD7               | 21 de febrer de 2007   | Kitt Peak            | Spacewatch              |
| 217547 - | 2007 DB86              | 21 de febrer de 2007   | Mount Lemmon         | Mt. Lemmon Survey       |
| 217548 - | 2007 EW209             | 15 de març de 2007     | Catalina             | CSS                     |
| 217549 - | 2007 FP31              | 20 de març de 2007     | Kitt Peak            | Spacewatch              |
| 217550 - | 2002 HQ2               | 11 d'abril de 2007     | Kitt Peak            | Spacewatch              |
| 217551 - | 2003 DN12              | 11 d'abril de 2007     | Kitt Peak            | Spacewatch              |
| 217552 - | 2007 GA25              | 12 d'abril de 2007     | Siding Spring        | Siding Spring Survey    |
| 217553 - | 2007 GA47              | 14 d'abril de 2007     | Kitt Peak            | Spacewatch              |
| 217554 - | 2007 HJ21              | 18 d'abril de 2007     | Kitt Peak            | Spacewatch              |
| 217555 - | 2004 YM36              | 18 d'abril de 2007     | Kitt Peak            | Spacewatch              |
| 217556 - | 2005 YE165             | 22 d'abril de 2007     | Mount Lemmon         | Mt. Lemmon Survey       |
| 217557 - | 2007 JX4               | 7 de maig de 2007      | Kitt Peak            | Spacewatch              |
| 217558 - | 2007 JB22              | 11 de maig de 2007     | Kitt Peak            | Spacewatch              |
| 217559 - | 2007 MS14              | 20 de juny de 2007     | Kitt Peak            | Spacewatch              |
| 217560 - | 2003 MY7               | 16 de juliol de 2007   | La Sagra             | La Sagra                |
| 217561 - | 2007 OQ2               | 20 de juliol de 2007   | Tiki                 | S. F. Hoenig i N. Teamo |
| 217562 - | 2006 DT59              | 6 d'agost de 2007      | Lulin                | LUSS                    |
| 217563 - | 2007 PJ17              | 9 d'agost de 2007      | Socorro              | LINEAR                  |
| 217564 - | 2005 CO55              | 9 d'agost de 2007      | Palomar              | Palomar                 |
| 217565 - | 2007 RR32              | 5 de setembre de 2007  | Catalina             | CSS                     |
| 217566 - | 2007 RU36              | 8 de setembre de 2007  | Anderson Mesa        | LONEOS                  |
| 217567 - | 2007 TS81              | 7 d'octubre de 2007    | Catalina             | CSS                     |
| 217568 - | 2005 GE218             | 8 d'octubre de 2007    | Catalina             | CSS                     |
| 217569 - | 2007 TQ324             | 11 d'octubre de 2007   | Kitt Peak            | Spacewatch              |
| 217570 - | 2007 TQ412             | 14 d'octubre de 2007   | Catalina             | CSS                     |
| 217571 - | 2007 UJ63              | 30 d'octubre de 2007   | Mount Lemmon         | Mt. Lemmon Survey       |
| 217572 - | 2007 VM91              | 8 de novembre de 2007  | Mount Lemmon         | Mt. Lemmon Survey       |
| 217573 - | 2007 VE193             | 4 de novembre de 2007  | Mount Lemmon         | Mt. Lemmon Survey       |
| 217574 - | 2007 VN279             | 14 de novembre de 2007 | Kitt Peak            | Spacewatch              |
| 217575 - | 2007 VK301             | 15 de novembre de 2007 | Catalina             | CSS                     |
| 217576 - | 1991 RN42              | 29 de desembre de 2007 | Mulheim-Ruhr         | Mulheim-Ruhr            |
| 217577 - | 2004 BZ140             | 10 de gener de 2008    | Kitt Peak            | Spacewatch              |
| 217578 - | 2008 AC128             | 11 de gener de 2008    | Mount Lemmon         | Mt. Lemmon Survey       |
| 217579 - | 1998 ST48              | 30 de gener de 2008    | Mount Lemmon         | Mt. Lemmon Survey       |
| 217580 - | 2008 CK8               | 2 de febrer de 2008    | Kitt Peak            | Spacewatch              |
| 217581 - | 2008 CY24              | 1 de febrer de 2008    | Kitt Peak            | Spacewatch              |
| 217582 - | 1997 GM26              | 1 de febrer de 2008    | Kitt Peak            | Spacewatch              |
| 217583 - | 2008 CL86              | 7 de febrer de 2008    | Mount Lemmon         | Mt. Lemmon Survey       |
| 217584 - | 2008 CP86              | 7 de febrer de 2008    | Mount Lemmon         | Mt. Lemmon Survey       |
| 217585 - | 2004 GD77              | 12 de febrer de 2008   | Kitt Peak            | Spacewatch              |
| 217586 - | 2006 UQ319             | 8 de febrer de 2008    | Kitt Peak            | Spacewatch              |
| 217587 - | 2003 YS112             | 26 de febrer de 2008   | Kitt Peak            | Spacewatch              |
| 217588 - | 2003 FS4               | 26 de febrer de 2008   | Kitt Peak            | Spacewatch              |
| 217589 - | 2008 EC43              | 4 de març de 2008      | Mount Lemmon         | Mt. Lemmon Survey       |
| 217590 - | 2005 SD229             | 5 de març de 2008      | Kitt Peak            | Spacewatch              |
| 217591 - | 2005 UO135             | 6 de març de 2008      | Kitt Peak            | Spacewatch              |
| 217592 - | 2004 LW11              | 8 de març de 2008      | Socorro              | LINEAR                  |
| 217593 - | 1994 NV6               | 25 de març de 2008     | Kitt Peak            | Spacewatch              |
| 217594 - | 2008 FZ55              | 28 de març de 2008     | Kitt Peak            | Spacewatch              |
| 217595 - | 2004 JN34              | 30 de març de 2008     | Catalina             | CSS                     |
| 217596 - | 2008 GA42              | 4 d'abril de 2008      | Kitt Peak            | Spacewatch              |
| 217597 - | 2008 GA127             | 14 d'abril de 2008     | Mount Lemmon         | Mt. Lemmon Survey       |
| 217598 - | 1996 TG37              | 4 d'abril de 2008      | Catalina             | CSS                     |
| 217599 - | 2007 BF80              | 24 d'abril de 2008     | Kitt Peak            | Spacewatch              |
| 217600 - | 2005 VY134             | 1 de maig de 2008      | Catalina             | CSS                     |